# Ты молодец, Анита!
«Ты молодец, Анита!» — советский фильм 1956 года режиссёра Владимира Кочетова, экранизация одноимённого рассказа Александра Батрова.

## Сюжет
В одном из портов на Средиземном море готовится к отплытию пароход с солдатами. Крановщица Фернана организует забастовку и убеждает капитана не выводить судно из порта. Ночью на пароходе возникает пожар. Обвиняя Фернану в диверсии, её арестовывают и заключают в тюрьму. 12-летняя Анита, младшая сестра Фернаны, решает продолжить её дело — на стенах домов, на бортах отправляющихся судов, появляются тайно нарисованные ею Голуби мира.
Примечание: в фильме место действие не названо, но в экранизируемом рассказе речь о франкистской Испании начала 1950-х, действие происходит в городе Валенсия.

## В ролях
- Лена Доброхотова — Анита
- Алла Бровченко — Фернана, крановщица, сестра Аниты
- Леонид Чиниджанц — Бакко Террачини, капитан
- Евгения Кемарская — Нина Росита, подпольщица
- М. Климов — дядюшка Мануэль
- Толя Полищук — Хосе, друг Аниты
- Лёня Любивый — Педро, друг Аниты
- Саша Пономаренко — Филипп, сын лавочника Пьяччи
- Сергей Троицкий — Пьячча, лавочник, отец Филиппа
- Виктор Колпаков — Антонио Умберто, начальник портовой полиции
- Александр Гединский — Эмилио Ревера, рулевой
- Михаил Дашевский — Мадера
- Артём Карапетян — моряк, подпольщик
- Юрий Киреев — моряк, подпольщик
- Александр Каменко-Александровский — горбун

## О фильме
Съёмки фильма велись в Одессе.
Сценарий фильма состоит из нескольких рассказов писателя Александра Батрова, основу и заглавие фильму дал одноимённый рассказ «Ты молодец, Анита!», включавшийся во многие сборники рассказов писателя, в 1956 году вышедший диафильмом с рисунками Таисии Афониной.
Текст исполняемых в фильме песен — поэта Михаила Светлова.

## Критика
Киновед Сергей Юткевич в журнале «Искусство кино» отмечал, что режиссуре не удалось добиться естественности образа героев, они остались пунктирно намеченными фигурами, выполняющими сюжетную функции, причину чего критик видел в условном тексте сценария — слабо переработанном рассказе, и хотя рассказ неплох, но он трудно поддаётся воспроизведению на экране. Из работ актёров критик выделил только интересную игру актёра Л. Чиниджанца. Но при недостатках, фильм в целом был положительно характеризован, дана высокая оценка работе оператора:

Однако мне кажется, что получился все же любопытный и своеобразный фильм, несомненно стоящий на высоком уровне изобразительной культуры. С воспроизведением несколько условной среды режиссеры при помощи исключительно одаренного оператора Ю. Романовского справились превосходно. Изобразительная часть фильма находится на редкой для наших дней высоте, и интерьеры и натура выдержаны стилистически, нигде нет и тени испанской «развесистой клюквы». Романтика портовых причалов, узеньких улиц с обшарпанными стенами, каменных двориков передана поэтично и правдиво. Оператор Романовский с удивительной для начинающего художника зрелостью владеет секретом светотени и, чем-то напоминая раннего А. Москвина, создаёт серию выразительных и смело скомпонованных кадров. В этом несомненную помощь ему оказал один из режиссеров — Е. Некрасов, сам по образованию художник, отлично чувствующий пластическую природу кадра.